# Pentheochaetes turbidus
Pentheochaetes turbidus är en skalbaggsart som beskrevs av Julius Melzer 1935. Pentheochaetes turbidus ingår i släktet Pentheochaetes och familjen långhorningar.
Artens utbredningsområde är:
- Costa Rica.
- Honduras.
- Panama.
- Paraguay.

Inga underarter finns listade i Catalogue of Life.